# Calinaga buphonas
Calinaga buphonas är en fjärilsart som beskrevs av Charles Oberthür 1920. Calinaga buphonas ingår i släktet Calinaga och familjen praktfjärilar. Inga underarter finns listade i Catalogue of Life.